# 特拉韦肖
特拉韦肖（義大利語：Travesio），是意大利波代诺内省的一个市镇。总面积28平方公里，人口1864人，人口密度66.6人/平方公里（2009年）。ISTAT代码为093047。